# Can Cairot
Can Cairot és una de les caseries tradicionals de Piera, al SE. Nucli situat a la vora de la carretera BV-2241. Històricament el sector econòmic principal ha estat el primari, és a dir, l'activitat agrària dedicada a l'explotació d'espècies de secà com la vinya, olivera i arbres fruiters com ametllers, pomeres i presseguers. La vinya, però és la més explotada amb denominació d'origen Penedès.
El tret que sempre l'ha caracteritzat és ser un barri tranquil. Durant l'any 2018 la ràpida implantació de la zona industrial de Can Bonastre a Masquefa i Can Cairot a Piera, a pocs metres dels habitatges i sense tenir unes infraestructures adequades ha fet que perdés aquest caràcter. Les vies de comunicació són deficitàries, no disposen de barreres acústiques.